# Yuko Tonooka
Yuko Tonooka –en japonés, 外岡 裕子, Tonooka Yuko– (19 de julio de 1976) es una deportista japonesa que compitió en judo. Ganó una medalla de bronce en el Campeonato Asiático de Judo de 1995 en la categoría abierta.

## Palmarés internacional
| Campeonato Asiático | Campeonato Asiático | Campeonato Asiático | Campeonato Asiático |
| Año                 | Lugar               | Medalla             | Categoría           |
| ------------------- | ------------------- | ------------------- | ------------------- |
| 1995                | Nueva Delhi (India) | Medalla de bronce   | Abierta             |